# Philippe Dollinger
Pour les articles homonymes, voir Dollinger.
Philippe Dollinger, né le 1er décembre 1904 à Strasbourg et mort le 14 septembre 1999 dans la même ville est un historien français surtout connu pour ses recherches sur la Hanse.

## Biographie
Après avoir fréquenté le lycée Fustel de Coulanges il étudia l'histoire à l'Université de Strasbourg où il fut l'élève de Marc Bloch, de Charles-Edmond Perrin et de Lucien Febvre. En 1931 il devint agrégé d'histoire et géographie. De 1932 à 1945, il exerça comme professeur de lycée à Colmar, Reims, Strasbourg et Paris. De 1932 à 1934, il travailla à l'Institut français de Berlin et aux archives de Bavière. En 1945 il devint professeur d'histoire de l'Alsace à l'Université de Strasbourg et directeur de l'Institut des Hautes Études alsaciennes. En 1947, il fut reçu docteur à l'Université de Strasbourg avec le travail L'évolution des classes rurales en Bavière depuis la fin de l'époque carolingienne jusqu'au milieu du treizième siècle. Il enseigna aussi l'histoire de l'Allemagne et publia avec Robert Folz à partir de 1952 un rapport de synthèse des livres publiés sur l'histoire de l'Allemagne au Moyen Âge. De 1948 à 1974, il fut directeur des Archives municipales et de la Bibliothèque municipale de Strasbourg. Un an plus tard, il prit sa retraite de professeur d'université.

## Publications
- Pages d'histoire : France et Allemagne médiévales - Alsace, Strasbourg, Presses universitaires de Strasbourg, 1977, 280 p. (ISBN 9782868201287)
- Strasbourg du passé au présent, Strasbourg, Éditions des Dernières Nouvelles, 1962, 84 p. (ISBN 9782307125068)
- Die Hanse. (= Kröners Taschenausgabe. Vol. 371). 6., nouvelle édition entièrement revue et actualisée par Volker Henn et Nils Jörn. Kröner, Stuttgart 2012,  (ISBN 978-3-520-37106-5).
- La Hanse (XII. – XVII. siècles) (= Collection historique.). Aubier, Paris 1988,  (ISBN 2-7007-2216-7).
- Der bayerische Bauernstand vom 9. bis zum 13. Jahrhundert (= Publications de la Faculté des Lettres de l'Université de Strasbourg. Vol. 112). Beck, Munich 1982,  (ISBN 3-406-08433-8).
- Histoire de l’Alsace (= Univers de la France et des pays francophones.). Toulouse 1984,  (ISBN 2-7089-1661-0).